# Jambeyan (Sambirejo)
Jambeyan is een bestuurslaag in het regentschap Sragen van de provincie Midden-Java, Indonesië. Jambeyan telt 4084 inwoners (volkstelling 2010).